# 428
428 је била преступна година.

## Догађаји
- Флавије Феликс је изабран за конзула Западног римског царства и издаје конзуларне диптихе током своје политичке функције.
- Флавије Аеције именован је за господара обе службе (магистер милитум праесенталис), након победе у Галији над визиготским и франачким снагама.
- Краљ Гундерих, стар 49 година, умире после 21 године владавине, а наследио га је полубрат Генсерик. Он узима титулу „Краљ Вандала и Алана“. Генсерик повећава своју моћ и богатство у резиденцији провинције Хиспаниа Баетица (Јужна Шпанија).
- Германски краљ Вортигерн позива бројне германске ратнике да му помогну у учвршћивању свог положаја у Британији, наводи Хисториа Бриттонум. Он ангажује Саксонце који су вероватно настањени у Кенту као плаћеници да се боре против Пикта и Шкота иза Хадријановог зида.
- Франачки рат (428): Главнокомандујући римске војске Аеције је окончао инвазију Хлодија, краља Салијских Франака у Северној Галији.
- Артаксија IV, последњег краља Велике Јерменије, свргнуо је Бахрам V. Династија Аршакуни се завршава и краљевство постаје провинција Персијског царства.
- 26. октобар – Планета Венера окултује планету Јупитер.
- 10. април – Несторије је постављен за патријарха цариградског. Он проповеда ново учење која ће се звати несторијанство. Она прави разлику између Исусове божанске и људске природе, али је одмах на удару православних учитеља Цркве римског епископа Целестина I и Кирила Александријског.
- Хидатије постаје епископ Акуае Флавиае у Галаецији (данашњи Шавес) у Португалу.
- Јован I Антиохијски је наследио Теодота на месту патријарха Антиохије и дао подршку Несторију.
- Јевтимије Велики подиже манастир у Палестини, близу Мртвог мора.

## Смрти
- Гундерих, краљ Вандала и Алана (р. 379.)
- Ћифу Чипан, принц државе Сјанбеј Западни Ћин
- Теодор Мопсуестијски, епископ и теолог